# Fjäderholmarna
Fjäderholmarna er en øgruppe, syd for Lidingö, som er en del af Lidingö kommun i Stockholms län i Sverige. De ligger knap en kilometer øst for Djurgården i Stockholm. Øgruppen nås med regulære bådforbindelser fra Nybrokajen, Slussen, Ropsten og Nacka Strand. Fra Nybrokajen er turen på ca. 20 minutter. 
Fjäderholmarna består af fire større holme; Stora Fjäderholmen, Ängsholmen, Libertas og Rövarns holme samt et antal mindre skær.

## Naturbeskyttelse
Siden 1995 har Fjäderholmarna været en del af Nationalstadsparken Stockholm-Solna og er dens østligste del.
Øarne Libertas og Rövarns holme samt de mindre skær rundt om disse har siden 1982 været er fuglebeskyttelsesområde, med med adgangsforbud i yngletiden.

## Eksterne kilder og henvisninger
- Fjäderholmarna Arkiveret 4. juli 2011 hos  Wayback Machine
- Kort over Stora Fjäderholmen Arkiveret 27. juli 2008 hos  Wayback Machine
- Fjäderholmslinjen, båttider till ön. Arkiveret 25. december 2011 hos  Wayback Machine

- Wikimedia Commons har flere filer relateret til Fjäderholmarna

59°19′45.3″N 18°10′22.3″Ø / 59.329250°N 18.172861°Ø